# Korenización

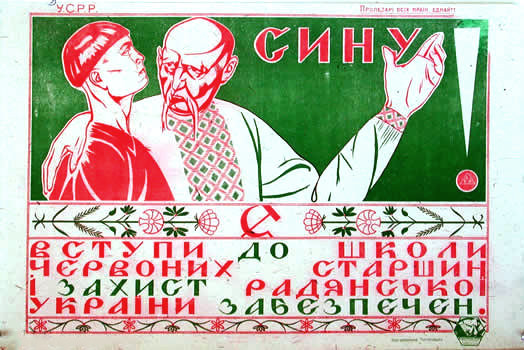
Este cartel de reclutamiento de 1921 utiliza la ortografía ucraniana para transmitir este mensaje: "Hijo, únete a la escuela de comandantes rojos y la defensa de la Ucrania soviética estará asegurada".

La korenización (ruso: коренизация — korenizatsia) deriva de la palabra rusa «raíz», con el significado de «nativización» o «indigenización», aunque literalmente significa «volviendo a las raíces». El término deriva de "коренное население" (korennoye naseléniye — población nativa). Fue una de las primeras políticas nacionalistas de la Unión Soviética llevadas a cabo mayormente en la década de 1920, pero con una continuación de su legado en los años siguientes. Las medidas principales consistieron en promover a los miembros de la nación titular de la república soviética y las minorías nacionales a los niveles bajos de la subdivisión administrativa del estado, en los gobiernos locales, la administración, burocracia y la nomenklatura de sus correspondientes entes nacionales.

## Significado
Los objetivos establecidos de esta política de "nativización" estaban fijados desde los primeros tiempos de la Revolución rusa de 1917 y se proponían superar el atraso económico y cultural de algunas regiones del Imperio ruso, armonizando las relaciones entre el régimen soviético y la población, con la ejecución de políticas nacionales y étnicas atractivas para las masas de pobladores locales en las áreas étnicamente no rusas. Asimismo se buscaba una efectiva integración de la población con el Estado soviético, asegurando la lealtad de las etnias minoritarias hacia el nuevo régimen, pero evitando los conflictos y resentimientos que había generado la rusificación promovida y practicada durante el gobierno de los zares. De esta manera se procuraba la identificación de cada minoría étnica con su respectiva dirigencia comunista nativa, en vez de "trasplantar" completamente en cada región una élite política rusa -extraña a la población autóctona- como había sido costumbre en el régimen zarista.
La korenización implicaba que el Partido Comunista de la Unión Soviética (PCUS) se empeñase en formar militantes y "cuadros" dirigenciales dentro de cada minoría étnica, y con énfasis en territorios donde la población de etnia rusa no era mayoritaria (Asia Central, o el Cáucaso), también se impulsó la introducción de idiomas locales para las campañas de alfabetización en una extensión tan amplia como sea posible, particularmente en la educación, publicaciones, cultura y, más importante, en las funciones del gobierno y el Partido Comunista local, completamente subordinado a su vez al PCUS. 
La korenización significó que los dirigentes comunistas locales de las minorías étnicas serían promovidos a todos los niveles de la burocracia, sino que también los líderes étnicamente rusos que trabajasen en los gobiernos locales fueron estimulados (u obligados) a aprender la cultura y lengua local para ejecutar correctamente sus funciones en la administración pública. Así, los idiomas locales antaño marginados o reprimidos por el zarismo fueron usados en los asuntos oficiales, y de modo obligatorio dentro de los territorios donde tenían su mayor número de hablantes nativos.

## Evolución
La política de korenización estuvo vigente desde casi el fin de la guerra civil rusa y fue ampliamente favorecida por Lenin; esta política fue establecida por el 12° Congreso del Partido Comunista Ruso (bolchevique) celebrado en Moscú en abril de 1923, el último al que asistiría Lenin; en ese evento se tomó como punto de partida al texto El marxismo y la cuestión nacional escrito por Stalin y quedó fijada la korenización como un medio de asegurar la unificación política de los pueblos residentes en la URSS, reconociendo además que en realidad el régimen soviético ejercía autoridad no sólo sobre rusos sino sobre varios millones de individuos dotados de orígenes nacionales muy disímiles, heredando en los hechos la misma situación de «estado multiétnico» que vivió durante siglos el Imperio ruso. Esta política también impulsaba que los grupos étnicos minoritarios pudieran identificar su desarrollo económico y social con el progreso de la propia URSS, asegurando su lealtad al nuevo régimen y rechazando toda disidencia antigubernamental.
Desde 1920 hasta los inicios de la Gran Purga, la política de korenización favoreció en gran medida el desarrollo cultural de las diversas etnias de la URSS al mismo tiempo que las integraba al nuevo sistema político sin obligarlas a perder su identidad nacional ni rusificarlas. No obstante, después del inicio de la Gran Purga por parte de Stalin a mediados de la década de 1930, se hizo sospechoso el estímulo de las identidades nacionales y se condenó por «desviaciones nacionalistas y burguesas» a líderes de minorías étnicas que rechazaban la colectivización de la agricultura para proteger las tierras agrícolas de sus respectivos pueblos y evitar su transformación en granjas colectivas. Las normas sobre la korenización no fueron derogadas, ciertamente, pero en la práctica se desalentó su aplicación durante la Gran Purga.

## Abandono y legado
La entrada de la URSS en la Gran Guerra Patria en 1941 hizo más difícil proseguir la korenización, y durante la contienda el régimen estalinista sospechó de la lealtad de diversas etnias (osetios, chechenos, baskires, alemanes del Volga) que habían sufrido la colectivización de la agricultura, y fueron acusadas de "colaboracionismo con el enemigo", y desterradas al Asia Central; la anexión a la URSS de territorios plenamente extranjeros (como las Repúblicas bálticas o Moldavia) con minorías étnicas bastante numerosas suprimió todo estímulo oficial para la korenización. 
Tras la guerra, la política de Stalin se hizo más radical y en los festejos por el triunfo sobre el Tercer Reich en mayo de 1945, declaró Stalin que «el pueblo ruso había sido el principal artífice de la victoria y merecía ser el pueblo rector de la Unión Soviética», consagrando así al grupo étnico ruso como un primus inter pares dentro del conjunto de etnias que formaban la URSS. Posteriores políticas a fines de la década de 1940 fijaron la obligatoriedad del aprendizaje de idioma ruso en las instituciones educativas de todo el país, la propaganda oficial tras 1945 reivindicó el nacionalismo ruso, y empezó a revalorarse el legado de personajes históricos de etnia rusa -desde aristócratas hasta militares- reduciendo sustancialmente la importancia de personajes no rusos, quedando de facto abandonada la korenización. 
Pese a estos reveses, la política de korenización ya había cumplido gran parte de sus fines a la muerte de Stalin, y subsistían en cada etnia de la URSS élites del todo leales al PCUS pero que mantenían plenamente su cultura autóctona. Así las etnias de la Unión Soviética continuaron siendo reconocidas como minorías dotadas de derechos culturales especiales durante los mandatos de Jrushchov y de Brézhnev, y nunca se intentó alguna clase de "rusificación" ni "asimilación" de minorías como las ejecutadas en el siglo XIX.